# Eusebio Acasuzo
Eusebio Alfredo Acasuzo Colán, né le 8 avril 1952 à Lima au Pérou, est un footballeur international péruvien, qui évoluait au poste de gardien de but.

## Biographie

### Carrière en sélection
International péruvien, Acasuzo joue 30 matchs (34 buts encaissés) entre 1979 et 1985. 
Il figure dans le groupe des sélectionnés lors de la Coupe du monde de 1982. Il ne joue aucun match lors de cette compétition. Il dispute toutefois sept matchs comptant pour les tours préliminaires de la coupe du monde 1986.
Il participe également aux Copa América de 1975, 1979 et 1983. Il remporte la compétition en 1975.

## Palmarès

### Palmarès en club
| Unión Huaral - Championnat du Pérou (1) : - Champion : 1976. - Vice-champion : 1974. |  | Universitario de Deportes - Championnat du Pérou (1) : - Champion : 1982. |  | Club Bolívar - Championnat de Bolivie (1) : - Champion : 1985. |

### Palmarès en sélection
Pérou
- Copa América (1) :
  - Vainqueur : 1975.